# Manuel Armando Ferraz
Manuel Armando Ferraz (Lisboa, 19 de Abril de 1897 - Lisboa, 23 de Abril de 1971), foi um oficial da marinha portuguesa.
Em 1915 terminou o curso na Escola Naval. Era imediato do caça-minas Augusto de Castilho quando este navio, sob as ordens de Carvalho Araújo, fez frente a um submarino alemão para proteger o vapor São Miguel.
Em 1953 foi promovido a Contra-Almirante, e durante os anos de 1954 a 1957 foi inspector da marinha e chefe do Estado-Maior da Armada.